# Шевченкове (Охтирський район)
Шевче́нкове — село в Україні, у Великописарівській громаді Охтирського району Сумської області. Населення становить 177 осіб. Колишній орган місцевого самоврядування — Дмитрівська сільська рада.

## Географія
Село Шевченкове розташоване на березі річки Братениця (головним чином на лівому), вище за течією примиках село Івано-Шийчине, нижче за течією примикає село Дмитрівка.
На річці велика загата.

## Історія
Село постраждало внаслідок геноциду українського народу, проведеного окупаційним урядом СРСР 1932–1933 та 1946–1947 роках.
12 червня 2020 року, відповідно до розпорядження Кабінету Міністрів України № 723-р «Про визначення адміністративних центрів та затвердження територій територіальних громад Сумської області», село увійшло до складу Великописарівської селищної громади.
19 липня 2020 року, в результаті адміністративно-територіальної реформи та ліквідації Великописарівського району, увійшло до складу новоутвореного Охтирського району.

## Населення

### Мова
Розподіл населення за рідною мовою за даними перепису 2001 року:
| Мова            | Кількість | Відсоток |
| --------------- | --------- | -------- |
| українська      | 173       | 97.74%   |
| російська       | 2         | 1.13%    |
| інші/не вказали | 2         | 1.13%    |
| Усього          | 177       | 100%     |

## Економіка
- Молочно-товарна ферма, машинно-тракторні майстерні.